# Martin Groß
Martin Gross (15 de abril de 1911-1 de marzo de 1984) fue un Obersturmbannführer de las Waffen-SS (con el número SS 6684) durante la Segunda Guerra Mundial.

## Antecedentes
Nació en Fráncfort del Meno el 15 de abril de 1911. La información acerca de sus primeros años de vida es escasa. 

## Carrera en las Waffen-SS
Martin Gross fue un comandante de batallón en la 1.ª División SS Leibstandarte SS Adolf Hitler, donde estuvo al mando del II / Batallón del 1.º Regimiento Panzer SS. Esto ocurrió cuando estaba al mando de este batallón durante la tercera batalla de Járkov en 1943, se le concedió la Cruz de Caballero en julio de 1943 cuando, durante un período de tres horas de combate destruyó el 90 .º batallón de tanques soviéticos.
En agosto de 1944 fue puesto al mando de una nueva brigada Panzer, conocida como la Brigada Panzer SS Gross. La brigada se formó a partir de elementos de las Tropas Panzer SS de entrenamiento en sustitución del Regimiento de Dundaga (en alemán: Dondagen), Letonia, junto con el Regimiento Panzer SS de Entrenamiento de Tropas "Seelager". Para el 16 de agosto, la brigada había alcanzado la cifra de personal de 2.500 se adjuntó a un nuevo y temporal comando de División: la División Panzer Strachwitz.
La primera brigada entró en acción contra las unidades del 51.º Ejército de la Unión Soviética en los alrededores de la ciudad de Tukums el 20 de agosto. En septiembre, la Brigada Gross fue separada de la División Panzer Strachwitz y enviada a la zona de Tartu para contrarrestar otra ofensiva soviética. La brigada luchó en la región del Báltico desde septiembre a octubre de 1944. 
En noviembre, la unidad fue retirada del Báltico y enviado al área de entrenamiento de Tropas Sennelager de las Waffen SS cerca de Gdansk, Prusia Oriental (actualmente Gdansk, Polonia). Desde allí fue enviado a otra área de formación en Westfalia. Allí la brigada fue disuelta y sus hombres enviados a la 1 .ª División Panzer SS Leibstandarte SS Adolf Hitler, 2.ª División SS Das Reich, 9.ª División Panzer SS Hohenstaufen y a la 12 .ª División Panzer Hitlerjugend, que formaban parte del 6.º Ejército Panzer. La disolución de la Brigada Gross fue disfrazada como la formación de un nuevo regimiento panzer:26.º Regimiento-Panzer-SS Reichsmarschal.
En marzo de 1945 Gross fue trasladado a la 12.ª SS División Panzer Hitlerjugend siendo el último comandante del 12.º Regimiento Panzer SS.

## Condecoraciones recibidas por Gross
- Cruz de Hierro de Segunda Clase: 1 de octubre de 1939
- Cruz de Hierro de Primera Clase: 20 de julio de 1940
- Insignia de Asalto: octubre de 1940
- Cruz Alemana en Oro: 28 de marzo de 1943
- Cruz de Caballero: 22 de julio de 1943
- Insignia de herido en Oro
- Medalla de Lucha contra Tanque en Plata:

## Promociones obtenidas
- SS-Untersturmführer: 10 de marzo de 1935
- SS-Obersturmführer: 9 de noviembre de 1936
- SS-Hauptsturmführer: 30 de enero de 1940
- SS-Sturmbannführer: 30 de enero de 1943
- SS-Obersturmbannführer: 9 de noviembre de 1944

## Brigada Panzer SS Gross Orden de Batalla (8 de agosto de 1944 a noviembre de 1944)[4]
- 1.º Batallón SS de Infantería
  - 4x Compañías
- 2.º Batallón SS de Infantería
  - 4x Compañías
- Battallón Panzer SS "Gross"
- 3x Compañías
- Compañía Panzer Schwere
- 1 .º Batallón SS Sturmgeschütz
- Batería de Artillería x2
- Batallón Panzer SS de Reconocimiento "Gross"
- Compañía de Motocicletas
- Compañía Panzer-Späh
- Compañía RAD/Kettenrad
- Compañía de Defensa antiaérea
  - 4x pelotones
- Compañía Pionier
- Tropa de Policía Militar
- Compañía de Suministros
- Compañía Taller